# Erlend Erichsen
Erlend Erichsen (* 15. Juli 1975 in Bergen, Norwegen) ist ein norwegischer Schlagzeuger und Schriftsteller.

## Werdegang
1991 gründete Erichsen zusammen mit Øystein G. Brun, Kenneth Lian und Trond Turnes die Death-Metal-Band Molested, der er bis zur Veröffentlichung der EP Stormvold angehörte. Anschließend löste sich die Band auf. 2000 beteiligte er sich unter dem Pseudonym „Sersjant“ als Schlagzeuger an Gorgoroths Album Incipit Satan.
2005 erschien sein Debütroman Nationalsatanist (OT: Nasjonalsatanisten), der seit 2012 in deutscher Übersetzung im Joachim Körber Verlag vorliegt. In dem Roman gehört der Protagonist Runar einer fiktiven Black-Metal-Band namens Stormvold an. 2012 gründete sich eine gleichnamige Band in Teneriffa, Spanien. Für diese entwarf Erichsen das Coverartwork ihrer im November 2014 erschienenen Kompilation Third Bestial Mutilation.
2010 erschien sein zweiter Roman Sol under jorden.

## Werke
- Nasjonalsatanisten. Cappelen Damm 2005, ISBN 82-04-11840-6.
  - Nationalsatanist. Joachim Körber Verlag, Bellheim 2012, ISBN 978-3-937897-51-6.
- Sol under jorden. Cappelen Damm 2010, ISBN 978-82-02-33445-1.

## Diskografie

### Mit Gorgoroth
- 2000: Incipit Satan (Nuclear Blast)